# Antoun Saadeh
Antoun Saadeh (àrab: أنطون سعادة, Anṭūn Saʿāda) va ser un polític libanès nascut l'1 de març de 1904 a Shuweir, Mont Líban, i afusellat el 8 de juliol de 1949 a Beirut.

## Biografia

### Joventut
Saadeh va néixer en el si d'una família cristiana ortodoxa. Els seus pares van ser el doctor Jalil Saadeh i Naifa Nasir Genaisir. Va rebre la seva educació primària a l'escola Al Farir, al Caire, i després de la mort de la seva mare va tornar al Líban per viure sota la cura de la seva àvia, ja que el seu pare havia viatjat a l'Argentina.
Va completar la seva instrucció a l'escola Burmana. L'any 1919 va emigrar amb els seus germans als Estats Units, on va treballar alguns mesos en una terminal ferroviària. Després va emigrar al Brasil, on s'havia establert el seu pare després de deixar l'Argentina.
Al Brasil va estudiar en forma particular els idiomes portuguès, alemany i rus i es va consagrar a la lectura de textos de filosofia, història, ciències socials i polítiques. També va col·laborar amb el seu pare en l'edició d'un diari denominat "El diari" (Al Yaridah, الجريدة) i una revista literària (Al Mayallah, المجلة).

### Entrada en política
Als 18 anys va donar a conèixer els seus primers escrits i entre 1922 i 1923 va publicar diversos articles en què reclamava la fi de l'ocupació francesa i la independència de Síria, criticava la declaració Balfour i l'acord Sykes-Picot, que en la seva opinió dividiria la Síria natural en cinc entitats diferents.
El 1925 va intentar fundar un partit en pro de la unitat de la col·lectivitat siriana al Brasil, al que va denominar "Joventut Síria Combatent", però la iniciativa no va prosperar.
El 1927 va fundar el "Partit Liberal Sirià" (Hezb al-suriyin al-Ahrar, "حزب السوريين الأحرار" literalment "partit dels liberals sirians") que va durar només tres anys.
En 1928 va deixar d'editar la revista literària "Al Majallah" i es va dedicar a ensenyar en diferents institucions de la col·lectivitat siriana a Sao Paulo, i va integrar comissions creades pel govern brasiler per desenvolupar mètodes d'ensenyament. En aquest període va escriure els seus relats "Calamitat d'amor" (فاجعة حب) que van ser publicats després a Beirut, i en l'estiu de 1931 va publicar el seu segon llibre de relats: "Senyora Sidnaia" (Sáyedat Sidnaia, سيدة صيدنايا).
El juliol del 1930 va tornar al seu poble natal i després va viatjar a Damasc per estudiar les possibilitats d'acció política independentista. Allà va ensenyar per guanyar-se la vida i va escriure una sèrie d'articles en diaris locals.
El 1931 va viatjar a Beirut per donar classes d'alemany a la Universitat Americana de Beirut, el que ho va contactar amb la comunitat estudiantil i cultural, així com amb l'activitat política i ideològica libanesa.

### Fundació del PSNS
El 16 novembre 1932 va fundar el Partit Social Nacionalista Sirià, que va començar a operar en forma clandestina, sense autorització de les autoritats franceses.
El 1933 va reprendre l'edició de la revista Al Mayallah a Beirut per difondre els seus punts de vista polítics.
Al juny de 1935, després de començar a difondre el seu partit en ambients juvenils i culturals, va organitzar la primera reunió pública, malgrat la proscripció, en la qual va donar un discurs sobre la importància dels documents sobre les idees del nacionalisme social sirià i les línies d'acció del moviment de renaixement del nacionalisme social que el seu partit propugnava.
Les autoritats colonials franceses aviat van descobrir les activitats del partit i el 16 novembre 1935 van detenir Saadeh i a un nombre de membres del grup, sota l'acusació d'operar una agrupació clandestina i comprometre la seguretat de l'estat. Saadeh va ser sentenciat a sis mesos de presó, durant els quals va escriure la seva obra "El naixement de les nacions" (editat a Damasc el 1951 i traduït a l'espanyol a Buenos Aires per Jalil Chaij el 1981). Va sortir de la presó el 12 de maig de a 1936.
Saadeh va ser detingut per les autoritats colonials per segona vegada el 30 de juny de 1936 (és a dir poques setmanes després del seu alliberament) i el van alliberar novament el 12 de novembre del mateix any. Durant aquesta segona detenció Saadeh va escriure la plataforma del partit.
Per tercera vegada va ser detingut i va estar a presó entre el 9 i el 15 de març de 1937.
El 14 de novembre de 1937 va publicar la revista "Renaixement", en la qual criticava la posició del Patriarca maronita i dels que sostenien la constitució del Líban i Síria com a estats separats.
Aquest any militants del partit de Saadeh s'enfrontaren violentament amb membres de la Falange Libanesa, creada per Pierre Gemayel a Bikfaya. Saadeh acusava a aquest partit de ser sectari i feixista.
El 11 juny 1938 va iniciar una gira per visitar les seccions del partit a l'exterior. Va viatjar per terra des de Beirut a Jordània i d'allí a Palestina, i es va reunir amb militants del partit a Amman i Haifa. Després es va dirigir a Xipre, Alemanya i el Brasil, va tornar a Sao Paulo, on havia passat la seva joventut (desembre de 1938).

### Fugida i mort
Poc després que Saadeh deixés Beirut, les autoritats franceses van entrar a la seu del partit, prohibint les seves activitats i clausurat el diari "El Renaixement", i demanat l'extradició del propi Saadeh, qui en conseqüència va estar detingut a Brasil durant un mes.
Després de la seva detenció al Brasil, Saadeh es va dirigir a l'Argentina, i allí va romandre fins a maig de 1940. A l'Argentina va fundar l'Associació Cultural Siriana. El seu exili duraria fins a 1947 i en el seu curs va publicar el diari "L'huracà" (الزوبعة). Després de la retirada de les tropes franceses, el 1946, va intentar tornar al Líban, però el govern de l'aliança conformada entre Bisharat al-Juri (president de la república) i Riyad Al-Sulh (primer ministre) va obstaculitzar la seva tornada al·legant la sentència judicial dictada en contra seva durant el mandat francès.
El 2 març 1947 Saadeh va arribar amb avió a Beirut. La sentència en contra seva va ser anul·lada finalment a l'octubre d'aquest any.
En 1948 Saadeh va adherir a la posició palestina, provocant la reacció del govern libanès, que va prohibir les activitats del partit nacionalista sirià.
Després de l'anul·lació de les eleccions parlamentàries de 1949, Saadeh, mortalment enfrontat amb el govern de Riyad al-Sulh, va organitzar un intent de derrocament que va fracassar i va provocar la detenció de 3000 membres del seu partit. Saadeh va fugir a Damasc, on va tenir una bona rebuda inicialment per part del govern de Husni al-Zaim que li va garantir protecció, però després d'un mes al-Zaim va arribar a un acord secret amb el primer ministre libanès o va ser arrestat i lliurat a les autoritats libaneses, que el van fer afusellar el 8 de juliol de 1949.

## Ideologia
Saadeh proclamava que quan acabés el mandat francès havia de fundar-se un estat que abastés els territoris que ell anomenava la Síria natural o la Síria històrica, és a dir les regions que durant segles havien estat governades des de Damasc i conformaven una unitat territorial, lingüística i cultural. Més tard va considerar que l'Iraq (i Ahwaz) i Xipre havien de formar part d'aquesta unitat.
S'oposava fortament a la creació del que veia com múltiples estats tap, unitats polítiques minúscules i inviables. Síria, Líban, Palestina (amb el Sinaí), Transjordània, Iraq i el sandjak d'Alexandreta (en aquell moment en poder de Turquia), conformaven la Síria natural que proclamava Saade.
Reconeixia a Síria com a país àrab però s'oposava vigorosament al panarabisme, perquè no considerava que pogués generar-se una unitat política de tal amplitud que pogués aglutinar tot el món àrab.
Per Saadeh una nació no podia estar unida per raons merament lingüístiques, religioses o ètniques, sinó més aviat per raons històriques i geogràfiques.